# 櫻山神社 (下関市)
櫻山神社（さくらやまじんじゃ）は、山口県下関市に鎮座する神社。

## 祭神
- 吉田松陰 1柱
- 高杉晋作、久坂義助、入江九一、吉田稔麿、河上弥市 5柱、
- 白石正一郎、白石廉作、山県有朋　等　長州藩奇兵隊士 256柱
- 泉十郎、熊野直助　等　豊浦藩報国隊士 96柱
- 膺懲隊、八幡隊、遊撃隊、整武隊、清末藩育英隊等諸隊士 38柱 計391柱（霊標は391柱だが合祀され神霊名簿に記載されている神霊は857柱[2]）

## 歴史
文久3年（1863年）の下関事件を受け、高杉晋作は奇兵隊を結成した。同年10月（1864年11月）殉国の志士の神霊を祀る招魂場の創建を発議した。文久4年1月23日（1864年3月2日）、白石正一郎らにより下関の新地岡の原に招魂場の創建（社殿は翌月から着工されたが下関戦争、禁門の変といった動乱続きにより落成したのは元治の内乱で藩論が統一された後の元治2年8月3日（1865年9月22日）であった）。明治5年8月20日（1872年9月22日）、防長各所の招魂場を合祀。同年9月1日（1872年10月3日）豊浦藩報国隊士を合祀。1959年吉田松陰没後百年祭にあたり山縣有朋等23柱を追祀。2016年前原一誠ら6柱を合祀。

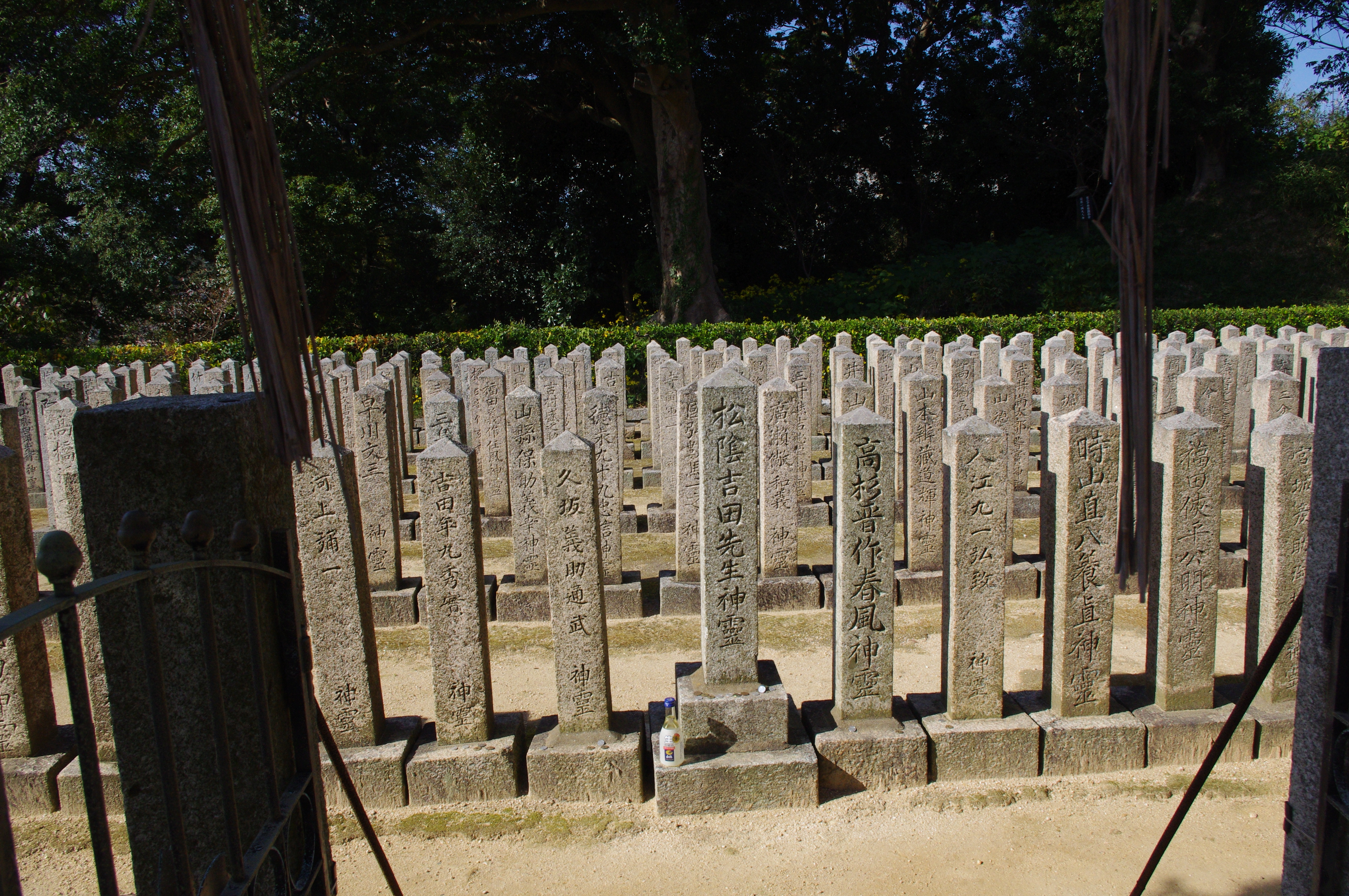
招魂場